# Governo Faucher
Il Governo Faucher è stato in carica dal 10 aprile al 26 ottobre 1851, per un totale di 6 mesi e 17 giorni.

## Cronologia
- 10 aprile 1851: a seguito di un compromesso con il "Partito dell'Ordine", Bonaparte accetta la formazione di un governo di compromesso guidato da Léon Faucher.
- 19 luglio 1851: per iniziativa della maggioranza conservatrice, l'Assemblea nazionale avvia il processo di revisione costituzionale volto ad impedire la rielezione presidenziale.
- 26 ottobre 1851: per impedire la modifica costituzionale, il Presidente Bonaparte costringe il governo alle dimissioni, creando un terzo governo "filo-presidenziale", con l'appoggio degli esponenti bonapartisti della destra.

## Consiglio dei Ministri
Il governo, composto da 9 ministri, vedeva partecipi:
| Carica                                | Titolare | Titolare                         | Partito      | Mandato        | Mandato         |
| ------------------------------------- | -------- | -------------------------------- | ------------ | -------------- | --------------- |
| Presidente della Repubblica           |          | Louis-Napoléon Bonaparte         | –            | 10 aprile 1851 | 26 ottobre 1851 |
| Primo Ministro de facto               |          | Léon Faucher                     | Destra       | 10 aprile 1851 | 26 ottobre 1851 |
|                                       |          |                                  |              |                |                 |
| Ministro degli Affari Esteri          |          | Jules Baroche                    | Bonapartista | 10 aprile 1851 | 26 ottobre 1851 |
| Ministro degli Interni                |          | Léon Faucher                     | Destra       | 10 aprile 1851 | 26 ottobre 1851 |
| Ministro della Guerra                 |          | Jacques Louis Randon             | –            | 10 aprile 1851 | 26 ottobre 1851 |
| Ministro della Giustizia              |          | Eugène Rouher                    | Bonapartista | 10 aprile 1851 | 26 ottobre 1851 |
| Ministro delle Finanze                |          | Achille Fould                    | Bonapartista | 10 aprile 1851 | 26 ottobre 1851 |
| Ministro dei Lavori Pubblici          |          | Pierre Magne                     | –            | 10 aprile 1851 | 26 ottobre 1851 |
| Ministro della Pubblica Istruzione    |          | Frédéric Dombidau de Crouseilhes | Destra       | 10 aprile 1851 | 26 ottobre 1851 |
| Ministro della Marina e Colonie       |          | Prosper de Chasseloup-Laubat     | Destra       | 10 aprile 1851 | 26 ottobre 1851 |
| Ministro dell'Agricoltura e Commercio |          | Louis Buffet                     | Destra       | 10 aprile 1851 | 26 ottobre 1851 |